# Капилярност
Капилярност (също капилярен ефект, капилярно действие или капилярно движение) е способността на течност да тече в тесни пространства, без помощта или дори с противодействието на външни сили като гравитация. Ефектът може да се наблюдава например при задържането на течност между космите на четка за рисуване, в тънка тръбичка, в порести материали като хартия, в някои насипни материали като пясък, при втечнен полимер, подсилен с въглеродни влакна, както и в клетките на живите организми. Капилярните явления възникват вследствие взаимодействието между молекулите на течността и заобикалящите я твърди повърхности. Ако диаметърът на тръбичката е достатъчно малък, комбинацията от повърхностно напрежение и силите на адхезия между течността и стените на съда стават достатъчни за изтласкването на течността.

## История
Първото записано наблюдение на капилярност е направено от Леонардо да Винчи. Бивш ученик на Галилео Галилей, Николо Аджунти, също вероятно е изследвал капилярния ефект. През 1660 г. капилярният ефект все още е новост за ирландския химик Робърт Бойл, когато той докладва, че „някои любознателни французи“ са наблюдавали как когато капилярна тръбичка се потопи във вода, водата би се изкачила до определена височина в тръбичката. След това Бойл доклада за опит, при който той потапя капилярна тръбичка в червено вино и след това подлага тръбичката на частичен вакуум. Той открива, че вакуумът няма видимо влияние върху височината на течността в капилярната тръбичка, така че поведението на течностите в тях се дължи на различно явление от това, който се наблюдава у живачните барометри.
Други учени скоро последват Бойл. Някои смятат, че течностите се покачват в капилярите, тъй като въздухът не може да влезе в тях толкова лесно като течностите, така че въздушната налягане в капилярите се понижава. Други мислят, че частиците течност се привличат една друга и към стените на капиляра. Въпреки че експерименталните изследвания продължават през 17 век, успешното окачествяване на капилярното действие е направено през 1805 г. от Томас Йънг и Пиер-Симон Лаплас. Те намират т.нар. закон на Лаплас на капилярността. Към 1830 г. Карл Фридрих Гаус определя граничните условия, управляващи капилярното движение (тоест, условията на границата между течно и твърдо агрегатно състояние). През 1871 г. Уилям Томсън определя ефекта на мениска при парното налягане на течност. Франц Ернст Нойман след това определя взаимодействието между две несмесими течности.
Първият труд на Алберт Айнщайн, изпратен на Annalen der Physik през 1900 г., изследва капилярността.

## Физика на капилярността
Капилярното проникване в пореста среда споделя динамичния си механизъм с потока в кухи тръби, тъй като и двата процеса срещат съпротива от вискозните сили. Често срещан апарат за демонстриране на явлението е капилярната тръбичка. Когато долният край на вертикалната стъклена тръбичка се постави в течност, като например вода, се образува вдлъбнат мениск. Адхезия настъпва между флуида и вътрешната твърда стена, което издърпва течната колона нагоре, докато се постигне достатъчна маса течност, за да може гравитационната сила да преодолее тези междумолекулни взаимодействия. Дължината на контакт (около ръба) между върха на колоната и тръбичката е пропорционална на радиуса на тръбичката, докато теглото на течната колона е пропорционална на квадрата на радиуса на тръбичката. Така, тясна тръбичка би изтеглила колона с течност по-нависоко, отколкото би изтеглила по-широка тръбичка.

## У растенията и животните
Капилярността се наблюдава у много растения. Водата се придвижва нагоре по дърветата чрез разклонения. Изпарението при листата създава снижаване на налягането, вероятно с помощта на осмотично налягане в корените и други части в растението.
Капилярният ефект за приемане на вода е описан и при някои малки животни, като например молох и Ligia exotica.

## Примери
Във физиологията, капилярният ефект е важен за оттичането на продължително произвеждани сълзи от окото. Каналчета с миниатюрен диаметър са налични по вътрешния ръб на клепачите. Техните отвори могат да се видят и с невъоръжено око, когато клепачите се обърнат.
Кухненската хартия и хартиените кърпички попиват течността чрез капилярност, позволявайки на флуидите се прехвърлят от дадена повърхност към хартията. Малките пори на кухненската гъба действат като малки капиляри, абсорбиращи голямо количество течност. Някои текстили също използват капилярността, за да извеждат потта далече от кожата.
Капилярност се наблюдава при тънкослойната хроматография, при която разтворил се придвижва вертикално по съд чрез капилярно действие. В този случай порите са пролуки между много малки частици.
Капилярният ефект също издърпва мастилото към перото на писалката от резервоар в нея.
В хидрологията, капилярността описва привличането на водните молекули към частиците на почвата. Тя е отговорна за придвижването на подземните води от влажни области в почвата към по-сухи области. Разликата в почвения воден потенциал поражда капилярното движение в почвата.

## Височина на мениска
Височина h на колона течност се дава от формулата на Жюрен:
{\displaystyle h={{2\gamma \cos {\theta }} \over {\rho gr}},}
където {\displaystyle \scriptstyle \gamma } е повърхностното напрежение между въздуха и течността (сила/единица дължина), θ е ъгълът на конктакт, ρ е плътността на течността (маса/обем), g е локалното ускорение на гравитацията (дължина/време на квадрат), а r е радиусът на тръбичката. Следователно, колкото е по-тясно пространството, в което водата може да пътува, толкова по-далеч стига тя.
За стъклена тръбичка пълна с вода във въздух при стандартни лабораторни условия, γ = 0,0728 N/m при 20 °C, ρ = 1000 kg/m3 и g = 9,81 m/s2, височината на водната колона е:
{\displaystyle h\approx {{1,48\times 10^{-5}} \over r}\ {\mbox{m}}.}
Следователно, за стъклена тръба с радиус от 2 m при стандартни лабораторни условия, водата ще се надигне с незабележимите 0,007 mm. Обаче, за тръбичка с радиус 2 cm, водата ще се покачи с 0,7 mm, а за тръбичка с радиус 0,2 mm, водата ще скочи със 70 mm.

## Течности в пореста среда
Когато суха пореста среда се въведе в контакт с течност, тя ще абсорбира течността със скорост, която намалява с времето. Когато се вземе предвид и изпарението, течностното проникване би достигнало граница, в зависимост от параметрите на температурата, влажността и проницаемостта. Процесът на капилярното действие, ограничено от изпарението, е широко наблюдаван в ежедневни ситуации, включително абсорбирането на течност от хартия и издигаща се влага по бетонен и зидани стени. За пръчковиден отрязък от материал с площ на напречното сечение A, който е намокрен от едната страна, кумулативен обем V от абсорбирана течност след време t:
{\displaystyle V=AS{\sqrt {t}},}
където S е абсорбируемостта на средата (m·s−1/2 или mm·min−1/2). Количеството
{\displaystyle i={\frac {V}{A}}}
се нарича кумулативен течностен прием и има размерност на дължина. Намокрената дължина на пръчката, което е разстоянието между мокрия ѝ край и т. нар. мокър фронт, зависи от фракцията f от обема, заеман от празнина. Това число f е коефициентът на порьозност на средата. Тогава мократа дължина е:
{\displaystyle x={\frac {i}{f}}={\frac {S}{f}}{\sqrt {t}}.}
Горното определение важи за случая, в който гравитацията и изпарението не играя роля. Абсорбируемостта е относително свойство на строителните материали, тъй като влияе на количеството изкачваща се влага.